# Friedrich Nies (Schriftgießer)

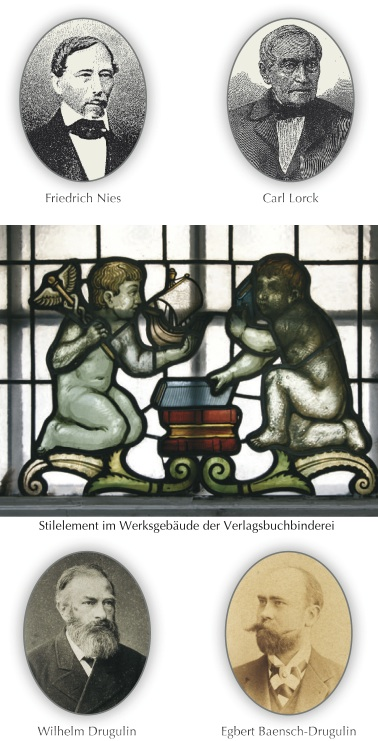

Friedrich Nies (* 6. August 1804 in Offenbach am Main; † 16. Juni 1870 in Leipzig) war ein deutscher Buchdruckereibesitzer und Schriftgießer und berühmt für seine hieroglyphischen Schrifttypen.

## Leben

Reproduktion der Unterschrift

1829 erwarb er die 1746 gegründete Deutrich’sche Offizin in Leipzig und gab dem Unternehmen den Namen Friedrich Nies’sche Buchdruckerei und Schriftgießerei. Zusätzlich richtete er 1831 eine Stereotypen- und Schriftgießerei ein und leistete Ungewöhnliches im Blick auf Erstellung von Drucktypen in den verschiedensten Alphabeten und Schriften. Berühmt wurde er durch seine Drucktypen von Hieroglyphen, die seit ungefähr 1836 nach den Angaben von Eduard Friedrich Ferdinand Beer und Moritz Gotthilf Schwartze, später nach selbem Muster auch durch Gustav Seyffarth entstanden. 1840 konnte er bereits in etwa 300 Sprachen drucken. Das berühmteste Werk aus der Werkstatt ist „Das alte Ägypten“ von Schwartze, das diese neuen Drucktypen einsetzte.
| p · t | wA | l · M | i | i | s |

Hieroglyphen nach den Entwürfen Schwartzes. Nach aktueller Satztechnik: Gezeigt ist der Name Ptolemäus

Schwartze schreibt über ihn: 

„Welchen Vorschub Hr. Nies der Wissenschaft durch die Einführung der Hieroglyphen-Schrift in die Typographie geleistet habe, ist daselbst gesagt worden. Die Hieroglyphen-Schrift bedingte aber auch die Herstellung der hieratischen und demotischen Schrift, von welcher derselbe bereits einen beträchtlichen Theil hat schneiden lassen. Allein die altägyptische so wie die Koptische Schrift ist nur ein Theil des riesenhaften Unternehmens, welches Hr. Nies auszuführen beabsichtigte. Er fasste nämlich den grossartigen Gedanken, die Schriftarten seiner Druckerei in dem Maasse zu erweitern, dass sie mit Ausnahme des musikalischen Gebietes den wissenschaftlichen Bedürfnissen, namentlich den Untersuchungen über ältere und neuere Sprachen im weitesten Umfange zu genügen im Stande sei. Wie weit Hr. Nies diesen Gedanken bereits verwirklicht habe, nehme man daraus ab, dass jetzt in seiner Officin ausser den in den besseren Druckereien enthaltenen occidentalischen (Griechischen, Romanischen, Germanischen, Slavischen) und orientalischen (Semitischen) Schriften noch folgende zur Verfügung stehen: Phönikisch, Alt-Hebräisch, Alt-Aramäisch, Numidisch, Palmyrenisch, Kufisch, Alt-Griechisch, Gothisch, Runen, Slavonisch, Keilschrift, Sanskrit, Zend, Pehlwi, Bengalisch, Georgisch, Armenisch, Birmanisch, Tibetanisch, Mandschurisch.“

1856 verkaufte Nies die Druckerei an den Dänen Carl Berendt Lorck, der aber den Namen beibehielt. 1867 erklärte die Jury der Pariser Weltausstellung, dass in Frankreich nur die kaiserliche Druckerei ähnliches leisten könne wie die Leipziger Offizin. 1868 wurde das Unternehmen an Wilhelm Eduard Drugulin (* 25. Februar 1822; † 20. April 1879) weiterveräußert und in Offizin Drugulin umbenannt. Nach Drugulins Tod führte dessen Schwiegersohn Johannes Baensch-Drugulin die Geschäfte. Das Unternehmen war eine der Wurzeln der Offizin Andersen Nexö Leipzig, die bis zum 9. April 2015 bestand.
Friedrich Nies wurde im Erbbegräbnis der Familie Nies in der I. Abteilung (Nr. 79) des Neuen Johannisfriedhofs beerdigt. Dort ruhen auch seine Ehefrau Christiane Friederike Johanne, geborene Sueß (1806–1886), und seine Tochter Johanne Wilhelmine Amalie Nies (1831–1906). Sein Sohn war der Mineraloge Friedrich Nies.

## Schriften
Friedrich Nies verfasste zwei Schriften über die Schriftgießerei.
- Proben aus der Schriftgießerei, Stereotypengießerei und Buchdruckerei, 1835 im eigenen Verlag
- Addreßbuch für Papiermacher, Schriftgießer, Buchdrucker und Buchhändler, 1837, bei Barth in Leipzig